# Delta de la Tordera
Le Delta de la Tordera est un espace naturel protégé situé dans les comarques de Maresme et Selva (province de Barcelone), en Catalogne,.
Cette aire protégée est une Zone spéciale de conservation (ZSC) et une Zone de protection spéciale (ZPS) du réseau Natura 2000 définie par la Convention de Ramsar visant la conservation des types d'habitats et des espèces animales et végétales.

## Description
Le paysage du delta est caractérisé par la prédominance d'une végétation marécageuse et de forêts riveraines avec la présence de roselières et de quelques broussailles et prairies ; Où l'on retrouve une diversité notable de flore et de faune typiques de ces espaces humides.
C'est un espace d'une valeur naturelle et écologique importante, notamment pour la migration des oiseaux qui utilisent cette zone comme point de refuge, se nourrissant et se reposant sur leurs routes migratoires vers l'Europe centrale et septentrionale. Il convient de noter que c'est un point stratégique pour pouvoir faire une halte entre les marais de l'Ampurdàn, le delta du Llobregat et le delta de l'Ebre.

## Végétation
Bien que le roseau (Arundo donax), une espèce envahissante originaire du continent asiatique (Cent espèces envahissantes parmi les plus nuisibles du monde), soit l'espèce prédominante, on peut également trouver des espèces typiques des zones humides et des forêts riveraines comme l'orme (Ulmus), le saule (Salix sp.), le frêne (fraxinus ), le robinirer (Robinia) et l'aulne noir (Alnus glutinosa)…

## Faune
Parmi l'herpétofaune, on peut souligner la présence de l'émyde lépreuse (Mauremys leprosa), de la cistude (Emys orbicularis), de la rainette méridionale (Hyla meridionalis), du pélobate cultripède (Pelobates cultripes) et de la couleuvre à collier (Natrix natrix), entre autres.
Quant à l'avifaune, riche en canards et oiseaux des marais, elle varie selon les périodes de migration. Sans aucun doute, la grive musicienne (Turdus philomelos) est l'un des oiseaux les plus emblématiques. Il convient de souligner la présence du héron cendré (Ardea cinerea), du flamant rose (Phoenicopterus roseus), du chevalier guignette (Actitis hypoleucos), du pluvier petit-gravelot (Charadrius dubius), du martin-pêcheur d'Europe (Alcedo atthis), de la bergeronnette printanière (Motacilla flava, du goéland d'Audouin (Ichthyaetus audouinii),du balbuzard pêcheur (Pandion haliaetus), parmi tant d'autres.
Parmi les mammifères, on souligne la présence de la petite belette d'Europe (Mustela nivalis), du hérisson commun (Erinaceus europaeus), du blaireau européen (Meles meles), d'une espèce envahissante comme le vison d'Amérique (Neovison vison) et du la visite régulière du renard roux (Vulpes vulpes) et du sanglier (Sus scrofa) lors de leurs incursions nocturnes.